# サラゾスルファピリジン
サラゾスルファピリジン（Salazosulfapyridine、SASP）またはスルファサラジン（Sulfasalazine、SSZ）は1950年代に開発された抗リウマチ薬（DMARDs）である。サルファ剤に分類され、メサラジンとスルファピリジンがアゾ結合している。日本ではアザルフィジンENとしてあゆみ製薬発売、ファイザー製造販売。
基本的な医療に必要とされるWHO必須医薬品モデル・リストに収載されている。

## 適応
サラゾスルファピリジン（SASP）は潰瘍性大腸炎やクローン病などの炎症性腸疾患の治療に用いられていたが、関節リウマチでの有効性が示され、他の炎症性関節疾患（乾癬性関節炎）への有効性も確認された。他のDMARDsよりも忍容性が高い。
常習性アルコール依存症患者の治療に関する臨床試験で、SASPは肝硬変の瘢痕化を予防することが明らかとなった。瘢痕化に関与する筋線維芽細胞からの蛋白分泌を抑制するものと思われた。
2歳未満の小児には投与できない。
炎症性腸疾患の治療に対しては、代謝産物のスルファピリジンが無顆粒球症や精液過少症を引き起こすため、SASPはあまり使われなくなりはじめていた。もう一つの代謝産物である5-アミノサリチル酸（5-ASA）（＝メサラジン）が治療効果をもたらすことは明らかであった。副作用発現頻度の観点から、5-ASAおよびその誘導体が用いられることが多い。しかしさらなる化学の進歩で、5-ASAとSASPでは潰瘍性大腸炎（UC）に対する有効性の作用が少し異なることが見つけられてきた。また直腸やS状結腸といった遠位の場合はSASPの方が5-ASAより有効性が高いことが知られており、病状に応じて現在も使われている。
SASPは抗ヒスタミン剤不応の特発性蕁麻疹の治療にも用いられる。

## 副作用
サラゾスルファピリジン（SASP）はスルファピリジンに代謝される。3ヶ月毎に（投与開始後はより頻回）血中濃度を測定すべきである。血中濃度50µg/Lを超えると副作用が発現してくる。
- まれに、SASPは若年男性に対して重篤な抑うつ状態を発現することがある。また一時的な男性不妊の原因となることがある[8][9]。
- 血小板減少症の発現が報告されている[10]。
- SASPはジヒドロプテロイン酸シンターゼ（英語版）を阻害し、葉酸欠乏と巨赤芽球性貧血を引き起こす[11][12][13]。
- SASPはG6PD欠損症の患者では溶血性貧血を発現する[14]。

## 作用機序
サラゾスルファピリジンおよびその代謝体5-アミノサリチル酸は消化管から吸収され難いので、主として腸内での作用によると思われる。

### 腸疾患
クローン病および潰瘍性大腸炎に使用した場合は、消化管内で抗炎症剤として機能していると思われる。炎症性メディエーターであるエイコサノイドや炎症性サイトカインの生成を抑制するなど、多様なメカニズムが考えられる。しかし、糖質コルチコイド（炎症性腸疾患の治療に用いられる薬剤）と違い、免疫抑制作用は弱い。

### 関節炎
治療が奏効すると、疼痛、関節腫脹、硬直が軽快し、関節障害の進展を抑えることができる。SASPがなぜさまざまな関節炎に有効なのかは未だ明らかではない。
SASPおよび5-ASAが吸収されて血中に現れる量はわずかであり、消化管外の症状に有効であるのは驚くべきことである。有効性を示す理由の一つとして、潰瘍性大腸炎が関節炎症状を示すことがあり、未診断の潰瘍性大腸炎が治療されることで関節炎症状が治癒するという可能性が考えられる。
もう一つの代謝産物であるスルファピリジンは体内に吸収され、副作用の項で論じたような副作用の原因となると考えられる。スルファピリジンが抗関節炎作用の一部を担っている可能性もありうるとされる。